# Corydalis orthopoda
Corydalis orthopoda är en vallmoväxtart som beskrevs av Bunzo Hayata. Corydalis orthopoda ingår i släktet nunneörter, och familjen vallmoväxter. Inga underarter finns listade i Catalogue of Life.